# Ferrocarril en Madagascar

Ferrocarriles de 1000 mm en Madagascar.

El transporte ferroviario de Madagascar está gestionado principalmente por Madarail. Hay dos sistemas no conectados que tienen una longitud total de 875 km, a partir de 2006, todos de ancho de vía de 1000 mm. La línea ferroviaria del norte (TCE, Tananarive-Côte Est) está actualmente concesionada a Madarail. La línea sur, Fianarantsoa-Côte-Est (FCE), es una línea paraestatal (propiedad del Estado).

## Historia
En 1901 se inició la construcción del Ferrocarril de Madagascar (Le Chemin-de-Fer de Madagascar) desde Antananarivo hasta Ambatolampy. La línea completa se completó de Antananarivo a Antsirabé en 1923.

## Operaciones

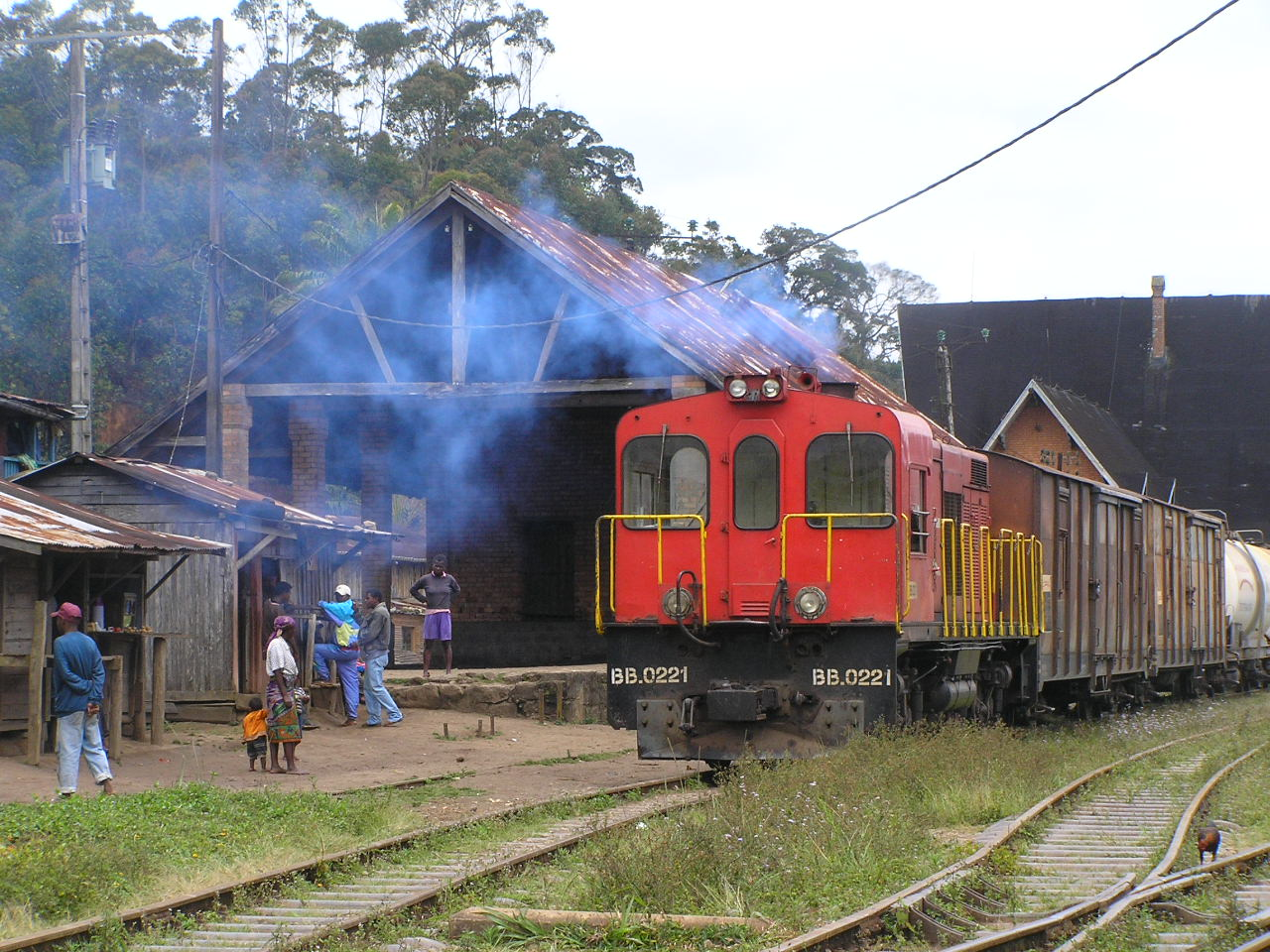
Un tren en la estación de Andasibe, Madagascar

Hay un tráfico de mercancías regular (al menos diario) entre la ciudad portuaria de Toamasina y la capital, Antananarivo. Hay trenes de pasajeros diarios en el sistema Madarail. Muy ocasionalmente hay viajes especiales fletados en vagones Micheline restaurados para turistas. La línea sur cuenta con un tren de pasajeros diario, que ofrece una alternativa lenta pero pintoresca a la carretera recientemente rehabilitada de la región.

## Interfaces
- Frenos continuos: Aire/Vacío/Sin freno
- Acoples: Tope central y dos ganchos laterales y cadenas.[3]

## Ciudades atendidas por el ferrocarril
- Antananarivo - capital nacional
- Toamasina - puerto principal

## Planes de expansión
Se están llevando a cabo conversaciones para ampliar el ferrocarril de Madagascar, operado por Madarail. El Gobierno malgache firmó [¿cuándo?] un pacto con los Ferrocarriles Indios y los Ferrocarriles Sudafricanos para ampliar sus servicios ferroviarios hasta Antsiranana, Antalaha y Andapa en el norte, hasta Mahajanga y Maintirano en el oeste. También se está planeando la extensión hacia el suroeste, sur y sureste de la línea ferroviaria Fianarantsoa - Manakara hasta Morondova, Morombe, Toliara y Tolanaro. Después de la ampliación, la longitud del ferrocarril de Madagascar operado por Madarail será de 6768 km y conectará todo Madagascar.

### Más lecturas
- Robinson, Neil (2009), North, East and Central Africa, World Rail Atlas, ISBN 978-954-92184-3-5, OCLC 775130252.